# Yūsaku Maezawa
Yūsaku Maezawa (前澤 友作?, Yūsaku Maezawa; Kamagaya, 22 novembre 1975) è un imprenditore e collezionista d'arte giapponese.
Nel 1998 ha fondato Start Today e nel 2004 ha lanciato il sito web di vendita di moda al dettaglio Zozotown, che è il più grande del Giappone. In seguito, ha presentato ZOZO, un brand di abbigliamento su misura e nel 2018 un sistema per prendere le misure a domicilio, il ZOZOSUIT.
Nel gennaio del 2019 Forbes stimò che Maezawa avesse un patrimonio di 2,1 miliardi di dollari: in quel periodo il magnate giapponese era la diciottesima persona più ricca del Paese. Maezawa è l'ideatore del progetto #dearMoon, che consiste in un sorvolo della Luna di un gruppo di artisti a bordo del BFR di SpaceX.

## Biografia
Maezawa ha iniziato a frequentare la Waseda Jitsugyo High School nel 1991, dove ha fondato una band con i suoi compagni di classe chiamata Switch Style, in cui era il batterista. La band pubblicò il suo primo EP nel 1993. Dopo essersi diplomato al liceo, decise di non andare al college; invece si trasferì negli Stati Uniti con una fidanzata, dove iniziò a collezionare CD e dischi.  Quando tornò in Giappone nel 1995, la sua collezione di album divenne la base per la sua prima azienda, che vendeva album e CD importati per posta. 
Nel 1998, Maezawa ha utilizzato la base del business degli album per corrispondenza per lanciare la società Start Today. Lo stesso anno, la sua band firmò con l'etichetta BMG Japan. Nel 2000, Start Today si era trasferita su una piattaforma online, aveva iniziato a vendere abbigliamento ed era diventata una società pubblica. Nel 2001, Maezawa ha dichiarato una pausa dalla sua carriera musicale. Start Today ha aperto il sito web di abbigliamento al dettaglio Zozotown nel 2004 e, sei anni dopo, Start Today è diventata una società quotata alla Borsa di Tokyo nell'indice "Mothers". Nel 2012, Start Today è stato quotato nella prima sezione della Borsa di Tokyo. 
Maezawa ha quindi introdotto ZOZO, un marchio di abbigliamento su misura, e ZOZOSUIT, un sistema di misurazione a casa, in oltre 72 paesi.
Maezawa si è dimesso da ZoZo nel settembre 2019 dopo aver venduto una partecipazione del 50,1% nella società a SoftBank per 3,7 miliardi di dollari. Ha anche venduto il 30% della sua partecipazione personale in ZoZo a Yahoo Japan.